# Praeterita mutare non possumus
 Praeterita mutare non possumus лат. (изговор: претерита мутаре нон посумус). Прошлост не можемо мијењати. (Цицерон)

## Поријекло изреке
Изреку изрекао   римски  државник и   бесједник   Цицерон (први вијек п. н. е.).

## Тумачење
Садашњост је одговорна за будућност, али и за  прошлост. Једино ваљаном садашњошћу одговорни смо и према будућности, али и према прошлости. Прошлост, једино тако, немамо ни потребу да мијењамо.